# Chametla (Baja California Sur)
Chametla es una localidad del estado mexicano de Baja California Sur. Es parte del municipio de La Paz.

## Demografía
| Gráfica de evolución demográfica |
|                                  |

| Censo | Población |
| ----- | --------- |
| 1900  | 99        |
| 1910  | 47        |
| 1921  | 31        |
| 1930  | 22        |
| 1940  | 41        |
| 1950  | 42        |
| 1960  | —         |
| 1970  | 239       |
| 1980  | 419       |
| 1990  | 1 210     |
| 1995  | 1 563     |
| 2000  | 1 829     |
| 2005  | 1 731     |
| 2010  | 2 178     |
| 2020  | 3 054     |